# Wahlkreis Lokstedt – Niendorf – Schnelsen
Der Wahlkreis 7 Lokstedt – Niendorf – Schnelsen ist ein Wahlkreis zur Wahl der Hamburgischen Bürgerschaft. Er ist nach dem Hamburger Wahlrecht ein Mehrmandatswahlkreis, in dem vier Bürgerschaftsabgeordnete in Direktwahl oder nach Wahlkreislisten gewählt werden. Bis einschließlich 2011 war er auch ein Wahlkreis zur Wahl der Bezirksversammlung im Bezirk Eimsbüttel.
Der Wahlkreis umfasst seinem Namen entsprechend die drei Stadtteile Lokstedt, Niendorf und Schnelsen. Er liegt im Norden Hamburgs und grenzt dort an Schleswig-Holstein. Benachbarte Wahlkreise sind Fuhlsbüttel – Alsterdorf – Langenhorn im Osten, Eppendorf – Winterhude im Südosten, Rotherbaum – Harvestehude – Eimsbüttel-Ost im Süden und Stellingen – Eimsbüttel-West im Westen.

## Strukturdaten
Im Wahlkreis leben gut 92.000 Menschen, davon sind knapp 73.500 wahlberechtigt. Die Wahlbeteiligung lag bei den vergangenen Bürgerschaftswahlen 2015 mit 61,7 Prozent über der Gesamtbeteiligung in Hamburg mit 56,5 Prozent.
Die Bevölkerungsdichte im Wahlkreis beträgt 3475 Einwohner/km² und liegt damit über dem Hamburger Durchschnitt von 2294 Einwohner/km². Die unter 18-Jährigen bilden einen Anteil von 16,5 Prozent an der Gesamtbevölkerung (Hamburg 15,7 Prozent), die über 65-Jährigen 21,8 Prozent (18,8 Prozent). Der Ausländeranteil bewegt sich mit 10,5 Prozent unter dem Durchschnitt von 14,8 Prozent. Der Anteil ausländischer Schüler beträgt 10,5 Prozent gegenüber 15,6 Prozent in ganz Hamburg.
In der Sozialstruktur zeichnet sich der Wahlkreis durch einen unterdurchschnittlichen Anteil von Leistungsempfängern nach dem Zweiten Buch Sozialgesetzbuch (Arbeitslosengeld II, sogenanntes Hartz IV), eine niedrigere Arbeitslosenquote und einen niedrigeren Anteil von Sozialwohnungen aus. 10,3 Prozent aller Wohnungen sind Sozialwohnungen (Hamburg 13,2 Prozent). Jedem Einwohner steht eine Wohnfläche von 37,7 Quadratmetern zur Verfügung (Hamburg 36,5 Quadratmeter), die Wohnungen sind durchschnittlich 77,2 Quadratmeter groß (71,8 Quadratmeter). Der Anteil der sozialversicherungspflichtig Beschäftigten lag im Jahre 2006 mit 48,8 Prozent über dem Hamburger Durchschnitt von 47,3 Prozent. Die Arbeitslosenquote betrug im September desselben Jahres 5,3 Prozent und lag damit unter der Quote von 7,8 Prozent in ganz Hamburg. Ein großer Teil der Arbeitslosen erhält Leistungen nach dem Sozialgesetzbuch II (Hartz IV), im Juni 2006 waren es im Gebiet des Wahlkreises 3,1 Prozent der Bevölkerung, in Hamburg durchschnittlich 5,7 Prozent. Von der Gesamtbevölkerung des Wahlkreises erhielt im September 2006 jeder Dreizehnte Hartz-IV-Leistungen (7,5 Prozent) gegenüber im Durchschnitt 11,9 Prozent in Hamburg.
Der Wahlkreis Lokstedt – Niendorf – Schnelsenweist die zweitniedrigste Kriminalitätsrate aller Hamburger Wahlkreise auf. Die Zahl der gesamten Straftaten je 1000 Einwohner beträgt 73 (Hamburg 137 je 1000 Einwohner), die Zahl der Gewaltdelikte zwei (Hamburg fünf) und die Zahl der Diebstähle 35 je 1000 Einwohner (Hamburg 63).

## Wahlen

### Bürgerschaftswahl 2015
Zur Bürgerschaftswahl traten im Wahlkreis Lokstedt – Niendorf – Schnelsen folgende Parteien, Wählergruppen und Einzelkandidaten mit Wahlkreisbewerbern an (Reihenfolge wie auf dem Stimmzettel):
- SPD (8 Kandidaten)
- CDU (8 Kandidaten)
- FDP (5 Kandidaten)
- Die Linke (5 Kandidaten)
- GRÜNE (2 Kandidaten)
- AfD (2 Kandidaten)

73.462 Personen waren wahlberechtigt. Jeder Wähler hatte fünf Stimmen für die Landesliste und fünf Stimmen für die Wahlkreislisten. Diese fünf Stimmen konnten beliebig auf die Kandidaten (Wahlkreis und Landesliste) und Gesamtlisten (nur Landeslisten) der Parteien verteilt werden. Die Wahlbeteiligung betrug 61,7 Prozent.  2,9 Prozent der abgegebenen Stimmzettel für die Landesliste sowie 2,9 Prozent der Stimmzettel für die Wahlkreislisten waren ungültig. Für die Landeslisten wurden 217.616 gültige Stimmen abgegeben, für die Wahlkreislisten insgesamt 216.913.
Gewählte Abgeordnete:
- Monika Schaal (SPD)
- Marc Schemmel (SPD)
- Carsten Ovens (CDU)
- Anna Gallina (GRÜNE)

| Partei    | Landesliste Parteistimmen in Prozent | Wahlkreisliste in Prozent | Landesliste Parteistimmen | Landesliste Listenstimmen | Landesliste Persönlichkeitsstimmen | Wahlkreisliste |
| --------- | ------------------------------------ | ------------------------- | ------------------------- | ------------------------- | ---------------------------------- | -------------- |
| SPD       | 49,3                                 | 45,2                      | 107.198                   | 47.552                    | 59.646                             | 98.017         |
| CDU       | 17,8                                 | 21,4                      | 38.661                    | 21.968                    | 16.693                             | 46.318         |
| Die Linke | 5,6                                  | 6,7                       | 12.293                    | 7.627                     | 4.666                              | 14.540         |
| FDP       | 7,5                                  | 7,1                       | 16.364                    | 9.225                     | 7.139                              | 15.369         |
| Grüne     | 10,5                                 | 13,3                      | 22.751                    | 14.867                    | 7.884                              | 28.773         |
| AfD       | 6,0                                  | 6,4                       | 13.064                    | 9.797                     | 3.267                              | 13.896         |

Auf die Landeslisten der Parteien ohne eigene Wahlkreislisten entfielen 3,3 Prozent der abgegebenen gültigen Stimmen.

### Bürgerschaftswahl 2011
Zur Bürgerschaftswahl traten im Wahlkreis Lokstedt – Niendorf – Schnelsen folgende Parteien, Wählergruppen und Einzelkandidaten mit Wahlkreisbewerbern an (Reihenfolge wie auf dem Stimmzettel):
- CDU (8 Kandidaten)
- SPD (8 Kandidaten)
- GRÜNE/GAL (8 Kandidaten)
- FDP (4 Kandidaten)
- Die Linke (2 Kandidaten)
- NPD (1 Kandidat)

69.867 Personen waren wahlberechtigt. Jeder Wähler hatte fünf Stimmen für die Landesliste und fünf Stimmen für die Wahlkreislisten. Diese fünf Stimmen konnten beliebig auf die Kandidaten (Wahlkreis und Landesliste) und Gesamtlisten (nur Landeslisten) der Parteien verteilt werden. Die Wahlbeteiligung betrug 61,9 Prozent. 2,8 Prozent der abgegebenen Stimmzettel für die Landesliste sowie 3,7 Prozent der Stimmzettel für die Wahlkreislisten waren ungültig. Für die Landeslisten wurden 207.785 gültige Stimmen abgegeben, für die Wahlkreislisten insgesamt 205.018.
Gewählte Abgeordnete:
- Roland Heintze (CDU)
- Monika Schaal (SPD)
- Sabine Steppat (SPD)
- Antje Möller (GAL)

| Partei    | Landesliste Parteistimmen in Prozent | Wahlkreisliste in Prozent | Landesliste Parteistimmen | Landesliste Listenstimmen | Landesliste Persönlichkeitsstimmen | Wahlkreisliste |
| --------- | ------------------------------------ | ------------------------- | ------------------------- | ------------------------- | ---------------------------------- | -------------- |
| CDU       | 24,8                                 | 26,3                      | 51.570                    | 28.623                    | 22.947                             | 53.935         |
| SPD       | 49,9                                 | 48,3                      | 103.588                   | 51.581                    | 52.007                             | 98.949         |
| GAL       | 9,2                                  | 12,9                      | 19.082                    | 11.534                    | 7.548                              | 26.495         |
| FDP       | 7,2                                  | 7,0                       | 14.859                    | 8.481                     | 6.378                              | 14.309         |
| Die Linke | 4,5                                  | 4,6                       | 9.280                     | 5.902                     | 3.378                              | 9.332          |
| NPD       | 0,7                                  | 1,0                       | 1.517                     | 1.148                     | 369                                | 1.998          |

Auf die Landeslisten der Parteien ohne eigene Wahlkreislisten entfielen 3,7 Prozent der abgegebenen gültigen Stimmen.

### Wahl der Bezirksversammlung 2011
Zur Wahl der Bezirksversammlung Eimsbüttel traten im Wahlkreis Lokstedt – Niendorf – Schnelsen folgende Parteien, Wählergruppen und Einzelkandidaten mit Wahlkreisbewerbern an (Reihenfolge wie auf dem Stimmzettel):
- CDU (24 Kandidaten)
- SPD (24 Kandidaten)
- GAL (11 Kandidaten)
- FDP (6 Kandidaten)
- Die Linke (5 Kandidaten)
- Freie Wähler (2 Kandidaten)

Zur Wahl der Bezirksversammlung waren auch Staatsangehörige der Mitgliedstaaten der Europäischen Union wahlberechtigt. Die Anzahl der Wahlberechtigten war mit 72.582 Personen deshalb größer als bei der Bürgerschaftswahl. Die Möglichkeit zur Verteilung der Stimmen auf Gesamtlisten und einzelne Bewerber entsprach dem der Wahl zur Bürgerschaft. Die Wahlbeteiligung betrug 60,3 Prozent. 3,6 Prozent der abgegebenen Stimmzettel für die Bezirksliste sowie 4,3 Prozent der Stimmzettel für die Wahlkreislisten waren ungültig. Für die Bezirkslisten wurden 208.6522 gültige Stimmen abgegeben, für die Wahlkreislisten insgesamt 206.399.
| Partei       | Bezirksliste Parteistimmen in Prozent | Wahlkreisliste in Prozent | Bezirksliste Parteistimmen | Bezirksliste Listenstimmen | Bezirksliste Persönlichkeitsstimmen | Wahlkreisliste |
| ------------ | ------------------------------------- | ------------------------- | -------------------------- | -------------------------- | ----------------------------------- | -------------- |
| CDU          | 25,9                                  | 26,4                      | 53.999                     | 37.129                     | 16.870                              | 54.505         |
| SPD          | 46,3                                  | 46,8                      | 96.623                     | 62.056                     | 34.567                              | 96.533         |
| GAL          | 12,4                                  | 13,4                      | 25.858                     | 16.702                     | 9.156                               | 27.678         |
| FDP          | 6,8                                   | 6,8                       | 14.134                     | 8.529                      | 5.605                               | 14.132         |
| Die Linke    | 4,5                                   | 4,7                       | 9.383                      | 6.616                      | 2.767                               | 9.639          |
| Freie Wähler | 1,2                                   | 1,9                       | 2.512                      | 1.509                      | 1.003                               | 3.912          |

Auf die Bezirkslisten der Parteien ohne eigene Wahlkreislisten entfielen 2,9 Prozent der abgegebenen gültigen Stimmen.

### Bürgerschaftswahl 2008
Zur Bürgerschaftswahl in Hamburg 2008 traten im Wahlkreis Lokstedt – Niendorf – Schnelsen sechs Parteien mit eigenen Wahlkreislisten und insgesamt 34 Kandidaten an.
- CDU (5 Kandidaten)
- SPD (5 Kandidaten)
- GAL (8 Kandidaten)
- FDP (8 Kandidaten)
- Die Linke (5 Kandidaten)
- HeimatHamburg (3 Kandidaten)

68.744 Personen waren wahlberechtigt. Jeder Wähler hatte eine Stimme für die Landesliste und fünf Stimmen für die Wahlkreislisten. Diese fünf Stimmen konnten beliebig auf die Kandidaten und Gesamtlisten der Parteien verteilt werden. Die Wahlbeteiligung betrug bei der Landesliste 68,6 Prozent und bei den Wahlkreislisten 68,4 Prozent. 1 Prozent der abgegebenen Stimmzettel für die Landesliste sowie 3 Prozent der Stimmzettel für die Wahlkreislisten waren ungültig. Für die Landesliste wurden 46.696 gültige Stimmen abgegeben, für die Wahlkreislisten insgesamt 223.059.
Gewählte Abgeordnete:
- Rüdiger Kruse (CDU)
- Roland Heintze (CDU)
- Thomas Böwer (SPD)
- Antje Möller (GAL)

| Partei        | Landesliste in Prozent | Wahlkreisliste Parteistimmen in Prozent | Landesliste | Wahlkreisliste Parteistimmen | Wahlkreisliste Listenstimmen | Wahlkreisliste Persönlichkeitsstimmen |
| ------------- | ---------------------- | --------------------------------------- | ----------- | ---------------------------- | ---------------------------- | ------------------------------------- |
| CDU           | 48,2                   | 43,6                                    | 22.500      | 97.238                       | 68.572                       | 28.666                                |
| SPD           | 31,9                   | 30,5                                    | 14.873      | 68.025                       | 42.255                       | 25.770                                |
| GAL           | 8,0                    | 12,8                                    | 3.756       | 28.553                       | 14.703                       | 13.850                                |
| FDP           | 4,9                    | 6,5                                     | 2.320       | 14.464                       | 7.356                        | 7.108                                 |
| Die Linke     | 4,9                    | 5,4                                     | 2.316       | 12.048                       | 7.485                        | 4.563                                 |
| HeimatHamburg | 0,4                    | 1,2                                     | 197         | 2.731                        | 1.163                        | 1.568                                 |

Auf die Landeslisten der Parteien ohne eigene Wahlkreislisten entfielen 1,5 Prozent der abgegebenen gültigen Stimmen.

### Wahl der Bezirksversammlung 2008
Zur Wahl der Bezirksversammlung Eimsbüttel traten im Wahlkreis Lokstedt – Niendorf – Schnelsen sechs Parteien mit eigenen Wahlkreislisten und insgesamt 55 Kandidaten an.
- CDU (10 Kandidaten)
- SPD (13 Kandidaten)
- GAL (12 Kandidaten)
- FDP (12 Kandidaten)
- Die Linke (5 Kandidaten)
- HeimatHamburg (3 Kandidaten)

Zur Wahl der Bezirksversammlung waren auch Staatsangehörige der Mitgliedstaaten der Europäischen Union wahlberechtigt. Die Anzahl der Wahlberechtigten war mit 71.400 Personen deshalb größer als bei der Bürgerschaftswahl. Jeder Wähler hatte eine Stimme für die Landesliste und fünf Stimmen für die Wahlkreislisten. Diese fünf Stimmen konnten beliebig auf die Kandidaten und Gesamtlisten der Parteien verteilt werden. Die Wahlbeteiligung bei den Wahlkreislisten betrug 66,4 Prozent. 3,4 Prozent der abgegebenen Stimmzettel für die Wahlkreislisten waren ungültig. Insgesamt wurden 224.454 gültige Stimmen abgegeben.
| Partei        | Sitze | Wahlkreisliste Parteistimmen in Prozent | Wahlkreisliste Parteistimmen | Wahlkreisliste Listenstimmen | Wahlkreisliste Persönlichkeitsstimmen |
| ------------- | ----- | --------------------------------------- | ---------------------------- | ---------------------------- | ------------------------------------- |
| CDU           | 5     | 42,4                                    | 95.174                       | 68.460                       | 26.714                                |
| SPD           | 3     | 30,9                                    | 69.442                       | 40.440                       | 29.002                                |
| GAL           | 2     | 13,7                                    | 30.780                       | 18.059                       | 12.721                                |
| FDP           | 1     | 6,3                                     | 14.066                       | 7.354                        | 6.712                                 |
| Die Linke     | 1     | 5,4                                     | 12.040                       | 7.430                        | 4.610                                 |
| HeimatHamburg | 0     | 1,3                                     | 2.952                        | 1.219                        | 1.733                                 |

### Bürgerschaftswahlen 1966–2015
Die Bürgerschaftswahlen waren bis einschließlich 2004 reine Listenwahlen ohne Wahlkreise. Dargestellt werden deshalb im Zeitraum von 1966 bis 2004 (6.–18. Wahlperiode) die zusammengefassten Wahlergebnisse der Stadtteile im Wahlkreis. Für die Jahre ab 2008 (ab 19. Wahlperiode) ist das Ergebnis der Landesliste, das für die Mehrheitsverhältnisse in der Bürgerschaft entscheidend ist, angegeben. Es werden nur die Parteien aufgeführt, die im dargestellten Zeitraum in mindestens einem Stadtteil einmal mehr als fünf Prozent der abgegebenen gültigen Wählerstimmen auf sich vereinen konnten. In der Summe kann das Ergebnis einer Wahl deshalb kleiner 100 Prozent sein. Alle Ergebnisse sind in Prozent angegeben.
| Partei             | 1966 | 1970 | 1974 | 1978 | 6/1982 | 12/1982 | 1986 | 1987 | 1991 | 1993 | 1997 | 2001 | 2004 | 2008 | 2011 | 2015 |
| ------------------ | ---- | ---- | ---- | ---- | ------ | ------- | ---- | ---- | ---- | ---- | ---- | ---- | ---- | ---- | ---- | ---- |
| SPD                | 54,5 | 51,4 | 38,6 | 47,5 | 39,5   | 47,9    | 38,7 | 43,3 | 47,4 | 39,9 | 36,1 | 37,3 | 30,3 | 31,9 | 49,9 | 49,3 |
| CDU                | 33,3 | 35,7 | 45,4 | 41,1 | 47,1   | 42,7    | 46,6 | 42,7 | 37,3 | 26,8 | 32,3 | 27,7 | 50,5 | 48,2 | 24,8 | 17,8 |
| Grüne              |      |      |      |      | 6,9    | 5,7     | 8,6  | 5,4  | 6,1  | 12,1 | 12,3 | 6,9  | 9,9  | 8,0  | 9,2  | 10,5 |
| FDP                | 7,9  | 8,5  | 12,8 | 5,3  | 5,4    | 3,1     | 5,2  | 7,8  | 6,1  | 4,5  | 4,0  | 5,5  | 3,3  | 4,9  | 7,2  | 7,5  |
| AfD                |      |      |      |      |        |         |      |      |      |      |      |      |      |      |      | 6,0  |
| Die Linke          |      |      |      |      |        |         |      |      |      |      |      |      |      | 4,9  | 4,5  | 5,6  |
| Pro DM/Schill      |      |      |      |      |        |         |      |      |      |      |      | 0,2  | 3,0  |      |      |      |
| Schill/Offensive D |      |      |      |      |        |         |      |      |      |      |      | 19,3 | 0,3  |      |      |      |
| STATT              |      |      |      |      |        |         |      |      |      | 6,8  | 4,9  | 0,3  |      |      |      |      |

## Belege
Strukturdaten
- Wahlkreis Lokstedt – Niendorf – Schnelsen. In: Statistisches Amt für Hamburg und Schleswig-Holstein (Hrsg.): Wahl zur hamburgischen Bürgerschaft 2008, Strukturdaten der Wahlkreise. (statistik-nord.de [PDF; 68 kB; abgerufen am 1. Januar 2006]).

Wahlen
- Statistisches Amt für Hamburg und Schleswig-Holstein: Bürgerschaftswahl. In: Wahldatenbank seit 1965. Abgerufen am 1. Januar 2008.
- Wahlkreis 7 Lokstedt - Niendorf - Schnelsen. Landeslisten-Stimmen im Vergleich zur Bürgerschaftswahl 2004. In: Statistisches Amt für Hamburg und Schleswig-Holstein (Hrsg.): Endgültiges Ergebnis der Bürgerschaftswahl Hamburg 2008. 6. März 2008 (statistik-nord.de [PDF; 4 kB]).
- Wahlkreis 07 Lokstedt – Niendorf - Schnelsen. Parteistimmen. In: Statistisches Amt für Hamburg und Schleswig-Holstein (Hrsg.): Endgültiges Ergebnis der Bürgerschaftswahl Hamburg 2008. 6. März 2008 (statistik-nord.de [PDF; 9 kB]).
- Wahlkreis 7 Lokstedt - Niendorf - Schnelsen. Parteistimmen. In: Statistisches Amt für Hamburg und Schleswig-Holstein (Hrsg.): Endgültiges Ergebnis der Bezirksversammlungswahl 2008. (statistik-nord.de [PDF; 40 kB]).
- Wahl zur Bürgerschaft und die Wahlen zu den Bezirksversammlungen am 24. Februar 2008. In: Justizbehörde der Freien und Hansestadt Hamburg (Hrsg.): Amtlicher Anzeiger. Teil II des Hamburgischen Gesetz- und Verordnungsblattes. Bekanntmachungen. Nr. 21, 14. März 2008, S. 657–658, 668–669 (hamburg.de [PDF; 200 kB]).
- Wahl zur Bürgerschaft und die Wahl zu den Bezirksversammlungen am 24. Februar 2008. In: Justizbehörde der Freien und Hansestadt Hamburg (Hrsg.): Amtlicher Anzeiger. Teil II des Hamburgischen Gesetz- und Verordnungsblattes. Bekanntmachungen. Nr. 22, 18. März 2008, S. 699, 701 (hamburg.de [PDF; 296 kB]).

Einzelnachweise und Anmerkungen
1. 1 2  Anlage zu § 18 Absatz 8. In: Gesetz über die Wahl zur hamburgischen Bürgerschaft. 28. Juli 2007, abgerufen am 18. Februar 2016.
2. 1 2 3 4 5  Parteistimmen sind die Summe der Listenstimmen und Persönlichkeitsstimmen. Listenstimmen wurden für die Wahlkreisliste einer Partei abgegeben. Persönlichkeitsstimmen wurden für einzelne Kandidaten abgegeben. Jeder Wähler hatte fünf Stimmen, die beliebig verteilt werden konnten.
3. 1 2  Zulassung der Wahlvorschläge für die Wahl zur Bürgerschaft und die Wahl zu den Bezirksversammlungen am 24. Februar 2008. In: Justizbehörde der Freien und Hansestadt Hamburg (Hrsg.): Amtlicher Anzeiger. Teil II des Hamburgischen Gesetz- und Verordnungsblattes. Nr. 10, 5. Februar 2008, S. 2, 4, 27–28, 85–87 (hamburg.de [PDF; 1,6 MB]).
4. ↑  § 4. In: Gesetz über die Wahl zu den Bezirksversammlungen. 5. Juli 2004, abgerufen am 18. Februar 2016.